# Sonqor
Sonqor (farsi سنقر) è il capoluogo dello shahrestān di Sonqor, circoscrizione Centrale, nella provincia di Kermanshah. Aveva, nel 2006, una popolazione di 43.184 abitanti. Si trova a nord del monte Dalakhani (3.350 m) una delle vette dei monti Zagros.
Resti storici della zona sono:
- la cripta di Goor Dakhmeh Darband, risalente all'epoca dei Medi[3].
- il castello di Bistoon, sulla strada che conduce a Bisotun (provincia di Harsin)[4].